# Tobaj
Tobaj är en ort och kommun i Österrike. Den ligger i distriktet Güssing i förbundslandet Burgenland, i den östra delen av landet, 130 km söder om huvudstaden Wien. Antalet invånare i kommunen år 2023 är 1 388.
Kommunen består av sex orter (Ortschaften) (inom parentes invånarantal 1 januari 2024):
- Deutsch Tschantschendorf (544)
- Hasendorf im Burgenland (95)
- Kroatisch Tschantschendorf (112)
- Punitz (298)
- Tobaj (285)
- Tudersdorf (66)

I den norra delen av kommunen ligger en mindre flygplats för allmänflyg, Flugplatz Punitz-Güssing.